# Indy Racing League 2000
De Indy Racing League 2000 was het vijfde seizoen van het kampioenschap dat tot 2002 officieel de Indy Racing League werd genoemd. Het werd gewonnen door Buddy Lazier. Tijdens het seizoen werd de 84e Indianapolis 500 gehouden die gewonnen werd door Juan Pablo Montoya. 

## Races
|   | Datum       | Circuit                          | Winnaar            | Tweede         | Derde           | Pole position  |
| 1 | 29 januari  | Walt Disney World Speedway       | Robbie Buhl        | Buddy Lazier   | Eddie Cheever   | Greg Ray       |
| 2 | 19 maart    | Phoenix International Raceway    | Buddy Lazier       | Scott Goodyear | Donnie Beechler | Greg Ray       |
| 3 | 22 april    | Las Vegas Motor Speedway         | Al Unser Jr.       | Mark Dismore   | Sam Hornish Jr. | Mark Dismore   |
| 4 | 28 mei      | Indianapolis Motor Speedway      | Juan Pablo Montoya | Buddy Lazier   | Eliseo Salazar  | Greg Ray       |
| 5 | 11 juni     | Texas Motor Speedway             | Scott Sharp        | Robby McGehee  | Al Unser Jr.    | Buddy Lazier   |
| 6 | 18 juni     | Pikes Peak International Raceway | Eddie Cheever      | Airton Daré    | Scott Sharp     | Greg Ray       |
| 7 | 15 juli     | Atlanta Motor Speedway           | Greg Ray           | Buddy Lazier   | Al Unser Jr.    | Greg Ray       |
| 8 | 27 augustus | Kentucky Speedway                | Buddy Lazier       | Scott Goodyear | Sarah Fisher    | Scott Goodyear |
| 9 | 15 oktober  | Texas Motor Speedway             | Scott Goodyear     | Eddie Cheever  | Billy Boat      | Greg Ray       |

## Eindklassement
| Rank | Rijder           | Ptn |
| ---- | ---------------- | --- |
| 1.   | Buddy Lazier     | 290 |
| 2.   | Scott Goodyear   | 272 |
| 3.   | Eddie Cheever    | 257 |
| 4.   | Eliseo Salazar   | 210 |
| 5.   | Mark Dismore     | 202 |
| =    | Donnie Beechler  | 202 |
| 7.   | Scott Sharp      | 196 |
| 8.   | Robbie Buhl      | 190 |
| 9.   | Al Unser Jr.     | 188 |
| 10.  | Billy Boat       | 181 |
| 11.  | Jeff Ward        | 176 |
| 12.  | Robby McGehee    | 174 |
| 13.  | Greg Ray         | 172 |
| 14.  | Stéphan Grégoire | 171 |
| 15.  | Buzz Calkins     | 145 |
| 16.  | Airton Daré      | 142 |
| 17.  | Jeret Schroeder  | 140 |

| Rank | Rijder             | Ptn |
| ---- | ------------------ | --- |
| 18.  | Sarah Fisher       | 124 |
| =    | Tyce Carlson       | 124 |
| 20.  | Jaques Lazier      | 112 |
| 21.  | Sam Hornish Jr.    | 110 |
| 22.  | Shigeaki Hattori   | 109 |
| 23.  | Davey Hamilton     | 98  |
| 24.  | Jimmy Kite         | 79  |
| 25.  | Juan Pablo Montoya | 54  |
| 26.  | Doug Didero        | 43  |
| 27.  | Ronnie Johncox     | 33  |
| =    | J. J. Yeley        | 33  |
| 29.  | Robby Gordon       | 28  |
| =    | Jason Leffler      | 28  |
| 31.  | Niclas Jönsson     | 27  |
| 32.  | Jimmy Vasser       | 26  |
| 33.  | Stevie Reeves      | 25  |
| 34.  | Robby Unser        | 19  |

| Rank | Rijder                | Ptn |
| ---- | --------------------- | --- |
| 35.  | Scott Harrington      | 17  |
| 36.  | Zak Morioka           | 15  |
| 37.  | Raul Boesel           | 14  |
| 38.  | Steve Knapp           | 11  |
| 39.  | Robby Regester        | 10  |
| 40.  | John Hollansworth Jr. | 9   |
| 41.  | Jon Herb              | 8   |
| =    | Johnny Unser          | 8   |
| 43.  | Stan Wattles          | 7   |
| =    | Roberto Guerrero      | 7   |
| 45.  | Jack Miller           | 6   |
| 46.  | Billy Roe             | 5   |
| 47.  | Richie Hearn          | 3   |
| 48.  | Andy Hillenburg       | 2   |
| 49.  | Lyn St. James         | 1   |